# Lenguas defoides
Las lenguas defoides son una rama propuesta dentro de las lenguas Níger-Congo y que posteriormente fue desechada como grupo filogenético, sinedo las lenguas "defoides" reclasificadas dentro del grupo YEAI de las lenguas Volta-Níger.
El nombre del grupo se deribaba del hecho de que todos los grupos étnicos que hablaban lenguas defoides consideraban que la ciudad de Ilé Ifè como su lugar de origen (defoide = èdè ('lengua') + ifè (Ife) + -oide). Actualmente estas lengua se han reclasificado dentro de dos ramas, las lenguas yoruboides y el akoko, que aunque relacionados distantemente, hoy no se consideran más cercanos entre sí de lo que ambos están con las lenguas igboides o las lenguas edoides. El acrónimo YEAI se usa para designar al provisionalmente al grupo tentativo formado por estos cuatro grupos: Yoruboide, Edoide, Akoko e Igboide).